# 颶風萊斯特 (1992年)
颶風萊斯特（英語：Hurricane Lester）是自1967年以來第一個以熱帶風暴的強度進入美國的東太平洋熱帶氣旋，同時是1992年太平洋颶風季中第十二個風暴和第七個颶風。此風暴在8月20日發展自一股位於墨西哥西南面的東風波，該熱帶風暴向西北方向移動，並穩定增強。其後轉向北方移動，逼近墨西哥沿岸，並達到颶風強度。萊斯特於登陸下加利福尼亞半島前達到風力時速140公里的最高強度。此系統在橫過該半島和墨西哥西北部的同時繼續減弱，進入亞利桑那州後不久；此風暴便減弱為熱帶低氣壓，並在8月24日在新墨西哥州消散。
此颶風在墨西哥造成$300萬美元的財物損失（1992年，相當於2023年的$651萬），也導致三人死亡，5000人無家可歸。萊斯特的殘餘對流為加利福尼亞州、科羅拉多州、亞利桑那州和新墨西哥州帶來和緩的雨水以及輕微的水浸，更令洛磯山脈罕見地在八月降雪。

## 氣象歷史
一道微弱的東風波在8月7日離開非洲海岸，其因強風切變而維持缺乏組織的狀態；橫過大西洋和加勒比海。其後該東風波一分為二：北邊部分在8月15日在古巴消散、而南邊部分則繼續向西移動，在8月16日橫過中美洲並進入太平洋。該東風波在進入太平洋時；其深層對流也有增加，並在8月19日變得更有組織。在8月20日，當其位於曼薩尼約之西南偏南約445公里的海域發展成一低層環流中心時，該系統組織成第十四號熱帶低氣壓。
之後該熱帶低氣壓逐漸以時速24公里向西北方向移動。 雖然其中心最初並不明確， 但其仍然緩慢增強並繼續組織。該熱帶低氣壓在8月20日達至熱帶風暴的強度，並被命名為「萊斯特」（Lester）。該風暴繼續向西北方向移動，並在8月21日直接橫過索科羅島。在第二天的早上，一道向東移動的低壓槽令高壓脊減弱並移到槽的北方，結果令萊斯特轉向北方移動。 大約在此時候，國家颶風中心預測該風暴並不會在登陸前增強至颶風強度。 儘管如此，萊斯特仍在8月22日晚上增強為颶風，當時其位於南下加利福尼亞州的拉巴斯以西約385公里。

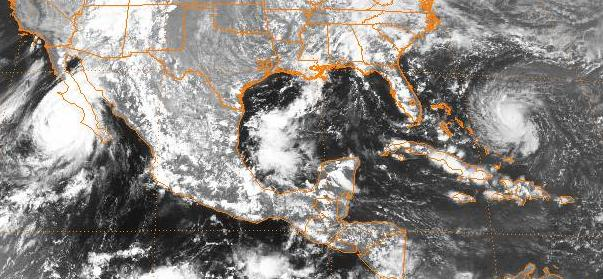
8月22日的颶風萊斯特和颶風安德魯（右面）

該颶風繼續組織並在不久後組織成一個夾雜着對流的風眼。在8月23日早上，其達到風力時速140公里，最低中心氣壓為985毫巴的最高強度。萊斯特在轉向東北方向移動後持續減弱，並在達到最高強度10小時後以颶風的最低標準在南下加利福尼亞州的蓬塔阿比奧鐘斯登陸。其在橫過下加利福尼亞半島時被降格為熱帶風暴。在橫過加利福尼亞灣後，其在索諾拉州艾拉塔布朗附近作第二次登陸。萊斯特在8月24日以熱帶風暴的強度進入亞利桑那州，是自1967年的颶風卡特里娜以來第一次有東太平洋熱帶氣旋以熱帶風暴的風速進入美國。萊斯特維持熱帶風暴的強度；直至其在圖森減弱為熱帶低氣壓。在這日的晚上，其低層環流中心在新墨西哥州消散，顯示萊斯特已減弱為低壓區。 該風暴的殘餘在其繼續向東北偏北；靠近一道低壓槽移動時轉化為溫帶氣旋， 並在8月29日在賓夕凡尼亞州與颶風安德魯的殘餘合併。

## 防災措施和影響

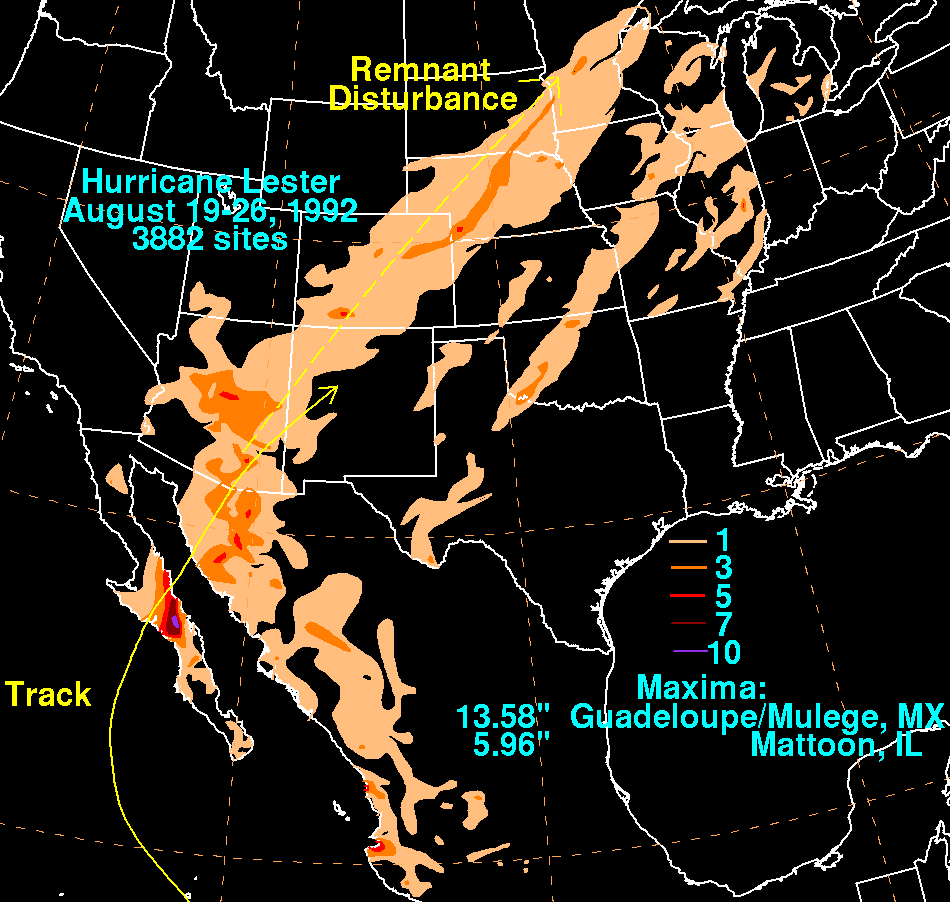
颶風萊斯特所造成的降雨

### 墨西哥
墨西哥政府在8月21日為下加利福尼亞州發出熱帶氣旋觀察預警或警告。在之後的一天，再為加利福尼亞半島的蓬塔尤金尼亞至南面的卡波聖拉扎羅發出颶風警報，其後又為索諾拉州卡波塔波巴至錫那羅亞州洛斯莫奇斯之間的一段陸地發出熱帶風暴警告。而所有觀察預警和警告也在風暴減弱和消散後取消。 因該颶風的威脅，政府一共撤離了10000名居民。
在萊斯特以熱帶低氣壓的強度橫過索科羅島時，島上並沒有觀測資料，當時其風速估計為每小時59公里。但是在萊斯特吹襲該島後六小時，有一座觀測站仍錄得每小時37公里的風速。 曾經有幾首船隻進入萊斯特的範圍內，其中一首在8月22日進入風眼內的船曾經錄得長達十一個小時的颶風。風眼內的海面波濤洶湧，令該首船不停向左右方轉33°；大量貨物跌入海中。
颶風萊斯特在橫過下加利福尼亞半島和索諾拉州其間帶來暴雨。穆萊赫曾經錄得345毫米的最大降雨量，一座在普雷薩羅德里格斯（Presa Rodriquez）的觀測站也錄得203毫米的雨量記錄，而其他地方也錄得超過50毫米的雨量記錄。暴雨令埃莫西約的西部受到廣泛的水災，一些社區和一條大型公路受到破壞。道路被沖斷，一些輸電桿也被吹斷。 一些地區錄得6.1米高的海浪。雷士達造成的暴洪令10000人需要撤離家園。  此外，萊斯特造成的泥石流導致三人死亡，並令5000人無家可歸，該風暴導致$300萬美元的財物損失（1992年美元），相等於現時的$470萬美元（2011年美元）。在風暴過後，墨西哥軍方立即進行救災工作，以協助受影響的難民。

### 美國
萊斯特的殘餘對流在美國西南部帶來暴雨。在亞利桑那州，鳳凰城和圖森附近的降雨量達125毫米，而其餘州分則錄得超過25毫米的雨量記錄。新墨西哥州西部和猶他州南部也錄得和緩的降雨量，其中一個位於科羅拉多州的地點錄得超過125毫米的雨量記錄。 不久後，雨水造成的暴洪在乾涸的河床上形成小溪；180号美国国道也受到泥石流的影響。特別多的降雨量在丹佛造成中度水浸。另外，萊斯特的殘餘水氣在科羅拉多州部分地區造成50至100毫米的降雪，在山區導致交通問題。 在哈佛山的一個觀測站在萊斯特經過科羅拉多州期間；錄得約100毫米的降雪。其後殘餘水氣因冷鋒而增強，並延伸至美國東部。期間馬頓錄得151毫米的最高降雪量。